# Metopoceras ariefera
Metopoceras ariefera là một loài bướm đêm trong họ Noctuidae.